# Loïs Diony
Loïs Diony (Mont-de-Marsan, 20 dicembre 1992) è un calciatore francese, attaccante del Manisa.

## Caratteristiche tecniche
È un centravanti.

## Carriera
Cresciuto nelle giovanili del Bordeaux, si è poi trasferito al Nantes, dove prima debutta nelle giovanili per poi esordire in prima squadra il 30 novembre 2012 in un pareggio per 0-0 contro il Niort.

## Statistiche

### Presenze e reti nei club
Statistiche aggiornate al 30 gennaio 2025.
| Stagione             | Squadra              | Campionato           | Campionato | Campionato | Coppe nazionali | Coppe nazionali | Coppe nazionali | Coppe continentali | Coppe continentali | Coppe continentali | Altre coppe | Altre coppe | Altre coppe | Totale | Totale | Totale |
| Stagione             | Squadra              | Comp                 | Pres       | Reti       | Comp            | Pres            | Reti            | Comp               | Pres               | Reti               | Comp        | Pres        | Reti        | Pres   | Reti   |        |
| -------------------- | -------------------- | -------------------- | ---------- | ---------- | --------------- | --------------- | --------------- | ------------------ | ------------------ | ------------------ | ----------- | ----------- | ----------- | ------ | ------ | ------ |
| 2012-2013            | Nantes               | L2                   | 1          | 0          | CF+CdL          | 1+0             | 0+0             | -                  | -                  | -                  | -           | -           | -           | 2      | 0      |        |
| 2013-gen. 2014       | Stade Montois        | N1                   | 13         | 8          | CF+CdL          | 1+0             | 1+0             | -                  | -                  | -                  | -           | -           | -           | 14     | 9      |        |
| gen.-giu. 2014       | Digione              | L2                   | 10         | 3          | CF+CdL          | -               | -               | -                  | -                  | -                  | -           | -           | -           | 10     | 3      |        |
| 2014-2015            | Digione              | L2                   | 33         | 3          | CF+CdL          | 1+2             | 1+1             | -                  | -                  | -                  | -           | -           | -           | 36     | 5      |        |
| 2015-2016            | Digione              | L2                   | 29         | 11         | CF+CdL          | 1+3             | 0+3             | -                  | -                  | -                  | -           | -           | -           | 33     | 14     |        |
| 2016-2017            | Digione              | L1                   | 35         | 11         | CF+CdL          | 2+1             | 1+0             | -                  | -                  | -                  | -           | -           | -           | 38     | 12     |        |
| Totale Digione       | Totale Digione       | Totale Digione       | 107        | 28         |                 | 10              | 6               |                    | -                  | -                  |             | -           | -           | 117    | 34     |        |
| 2017-gen. 2018       | Saint-Étienne        | L1                   | 16         | 0          | CF+CdL          | 1+0             | 0+0             | -                  | -                  | -                  | -           | -           | -           | 17     | 0      |        |
| gen.-giu. 2018       | Bristol City         | FLC                  | 7          | 0          | FACup+CdL       | -               | -               | -                  | -                  | -                  | -           | -           | -           | 7      | 0      |        |
| 2018-2019            | Saint-Étienne        | L1                   | 30         | 5          | CF+CdL          | 2+0             | 2+0             | -                  | -                  | -                  | -           | -           | -           | 32     | 7      |        |
| 2019-2020            | Saint-Étienne        | L1                   | 12         | 2          | CF+CdL          | 3+0             | 0+0             | UEL                | 1                  | 0                  | -           | -           | -           | 16     | 2      |        |
| Totale Saint-Étienne | Totale Saint-Étienne | Totale Saint-Étienne | 58         | 7          |                 | 6               | 2               |                    | 1                  | 0                  |             | -           | -           | 65     | 9      |        |
| 2019-2020            | Saint-Étienne 2      | N2                   | 1          | 0          | -               | -               | -               | -                  | -                  | -                  | -           | -           | -           | 1      | 0      |        |
| 2020-2021            | Angers               | L1                   | 36         | 5          | CF              | 2               | 0               | -                  | -                  | -                  | -           | -           | -           | 38     | 5      |        |
| 2021-2022            | Stella Rossa         | SL                   | 8          | 1          | KS              | 0               | 0               | UCL+UEL            | 4+5                | 2+0                | -           | -           | -           | 17     | 3      |        |
| 2022-2023            | Angers               | L1                   | 11         | 2          | CF              | -               | -               | -                  | -                  | -                  | -           | -           | -           | 11     | 2      |        |
| 2023-2024            | Angers               | L2                   | 35         | 15         | CF              | 2               | 1               | -                  | -                  | -                  | -           | -           | -           | 37     | 16     |        |
| 2024-2025            | Angers               | L1                   | 1          | 0          | CF              | -               | -               | -                  | -                  | -                  | -           | -           | -           | 1      | 0      |        |
| Totale Angers        | Totale Angers        | Totale Angers        | 83         | 22         |                 | 4               | 1               |                    | -                  | -                  |             | -           | -           | 87     | 23     |        |
| 2024-2025            | Angers 2             | N3                   | 10         | 5          | -               | -               | -               | -                  | -                  | -                  | -           | -           | -           | 10     | 5      |        |
| Totale carriera      | Totale carriera      | Totale carriera      | 288        | 71         |                 | 22              | 10              |                    | 10                 | 2                  |             | -           | -           | 320    | 83     |        |

## Palmarès

### Club

#### Competizioni nazionali
- Coppa di Serbia: 1

Stella Rossa: 2021-2022